# Skilanglauf-Weltcup 2005/06/Canmore
Das fünfte Wochenende des Skilanglauf-Weltcups 2005/06 wurde im kanadischen Canmore zwischen dem 15. und dem 18. Dezember 2005 ausgetragen. In den sechs Wettkämpfen triumphierten zweimal Deutsche und jeweils einmal eine Russin, ein Italiener, eine Kanadierin sowie Norweger.

## Vorfeld
Gleichzeitig mit der Ankündigung, dass nach einer Dekade wieder Weltcups in Kanada ausgetragen werden, wurden auch die ausrichtenden Städte, Vernon sowie Canmore, bekannt gegeben. Für den 1905 gegründeten Bundesstaat Alberta, in dem Canmore liegt, bedeuteten die Weltcuprennen einen Höhepunkt der 100-Jahr-Feier. Canmore trug nicht zum ersten Mal einen Weltcup aus, im Jahr 1986 hatte die Stadt schon einmal einen Kombinationsweltcup organisiert. Dazu kamen die Skilanglauf- und Biathlonwettkämpfe der Olympischen Winterspiele 1988 in der benachbarten Großstadt Calgary sowie die Nordische Juniorenweltmeisterschaft 1997. Die Anlagen des Canmore Nordic Centres stammten größtenteils aus der Zeit der Olympischen Spiele und waren kaum erneuert worden, weil selten Wettkämpfe auf ihnen ausgetragen wurden. Im Juni 2004 verkündete der Entwicklungsminister, dass Canmore 16,6 Millionen Dollar erhalten habe, um das Streckennetz zu erweitern und zu erneuern. Der Umbau verlief planmäßig und war rechtzeitig zu den Weltcuprennen beendet. Die nach dem Umbau über 70 Kilometer langen Loipen lagen wie schon in Vernon auf einer größeren Höhe von 1425 Metern, sodass sich erneut ähnliche Bedingungen wie auf den olympischen Strecken von Turin ergaben. Die Temperatur blieb die Wettkämpfe über konstant unterhalb von −8 °C und betrug bei einigen Rennen sogar knappe −20 °C. Nach zunächst leichter Bewölkung am Donnerstag war es am Wochenende sonnig, die Schneeverhältnisse auf den als gut präpariert gelobten Strecken waren durch den heftigen Schneefall eher stumpf als eisig.
Unter den am Montag vor den Weltcups in Canmore angekommenen Teams fehlte wie schon in Vernon das gesamte finnische A-Team – mit Ausnahme einiger weniger Sprinter, die auf eigene Kosten nach Kanada reisten –, da es in Italien trainierte und niederklassige Rennen bestritt. Zudem verzichteten von den restlichen Top-Ten-Mannschaften die Teams aus Tschechien und Estland auf den Start, sodass erneut mehrere der Favoritinnen bei den Frauen fehlten.

## Programm

### Zeitplan
Die am Montag angereisten Mannschaften konnten zwischen Montag und Mittwoch sowie am Freitag auf den Strecken trainieren, am Mittwoch wurde im Bill Warren Training Centre zudem ein Testwettkampf durchgeführt. Anders als in Vernon erhielten die auf den ersten zehn Rängen platzierten Athleten ihre Auszeichnungen jeweils am Abend des Wettkampftages in der Innenstadt von Canmore.
Alle Zeiten Ortszeit (8 Stunden hinter MEZ)
- 14. Dezember, 13:00 Uhr–16:00 Uhr: Testwettkampf
- 15. Dezember, 12:00 Uhr–12:45 Uhr: Einzel der Frauen (10 Kilometer), freie Technik, Intervallstart (30 Sekunden)
- 15. Dezember, 13:00 Uhr–13:45 Uhr: Einzel der Männer (15 Kilometer), freie Technik, Intervallstart (30 Sekunden)
- 17. Dezember, 12:00 Uhr–12:50 Uhr: Massenstart der Frauen (15 Kilometer), klassische Technik
- 17. Dezember, 14:00 Uhr–15:30 Uhr: Massenstart der Männer (30 Kilometer), klassische Technik
- 18. Dezember, 09:45 Uhr–11:50 Uhr: Teamsprint der Frauen und Männer (6 × 1,2 Kilometer), klassische Technik

### Rahmenprogramm
Die Vergabe des Weltcups nach Canmore weckte die Hoffnungen des Skiverbands Alberta, auch in den folgenden Jahren weitere Wettkämpfe auszutragen. Daher warb der Verband schon im Dezember 2004 um freiwillige Helfer, die das Ereignis planen und vorbereiten sollten. Tatsächlich entstand ein Team aus etwa 350 Freiwilligen, die über das Wochenende ein Rahmenprogramm organisierten, dessen Höhepunkt ein einstündiges Winterrodeo am Samstag bildete. Zusätzlich gab es Touristenaktivitäten sowie ein Weihnachtsprogramm, da Canmore die letzte Weltcupstation vor dem Fest war. Außerdem wurde ein Eishockeyspiel der Canmore Eagles am Sonntagnachmittag mit dem Skilanglauf-Weltcup verknüpft.

## Rennverlauf

### Männer
Der Norweger Tor Arne Hetland, der das letzte Weltcuprennen – den Sprint von Vernon – gewonnen hatte und zudem im Gesamtweltcup führte, sollte ursprünglich in Canmore starten, musste jedoch aufgrund gereizter Atemwege verzichten. Der Mannschaftsarzt war der Meinung, dass spätere Saisonereignisse für Hetland wichtiger wären als die Weltcups in Canmore und der Norweger dafür geschont werden müsse. Neben Hetland verzichteten auch weitere norwegische Teammitglieder, die im Gesamtweltcup gut platziert waren, auf jeweils ein Rennen in Canmore, so etwa Jens Arne Svartedal und Eldar Rønning. Beide ließen den Einzelwettkampf aus und starteten nur im Massenstart. Überhaupt nicht nach Canmore gereist waren viele Sprinter, etwa die Spezialisten aus Norwegen oder aus Frankreich. Dagegen war nahezu die komplette schwedische Sprinterelite in Kanada am Start. Während sich von dieser die meisten allerdings auf den Teamsprint konzentrierten, nahmen Björn Lind und Mats Larsson auch an jeweils einem Distanzrennen teil und gewannen Punkte – für Lind die einzigen Weltcuppunkte außerhalb von Sprintrennen, die er in diesem Winter erreichte. Russland schickte ebenso wie Finnland nur eine B-Mannschaft zu den Wettkämpfen, es fehlten Wassili Rotschew sowie Sami Jauhojärvi. Von den 72 im Einzelrennen gestarteten Athleten kam lediglich der Japaner Yuichi Onda nicht ins Ziel, dagegen mussten elf der 68 am Massenstart Teilnehmenden das Rennen vorzeitig beenden. Insgesamt reisten 105 Männer zu den drei Wettkämpfen, das größte Aufgebot stellte der Gastgeber Kanada, der in beiden Einzelwettbewerben 13 Athleten ins Rennen schickte. Aus den deutschsprachigen Ländern gingen pro Rennen zwischen zwei und sechs Sportler an den Start, als sogenannte „Exoten“ waren auch Skilangläufer aus Spanien und Neuseeland dabei, die jedoch die Punkteränge verpassten.

#### Freistileinzel

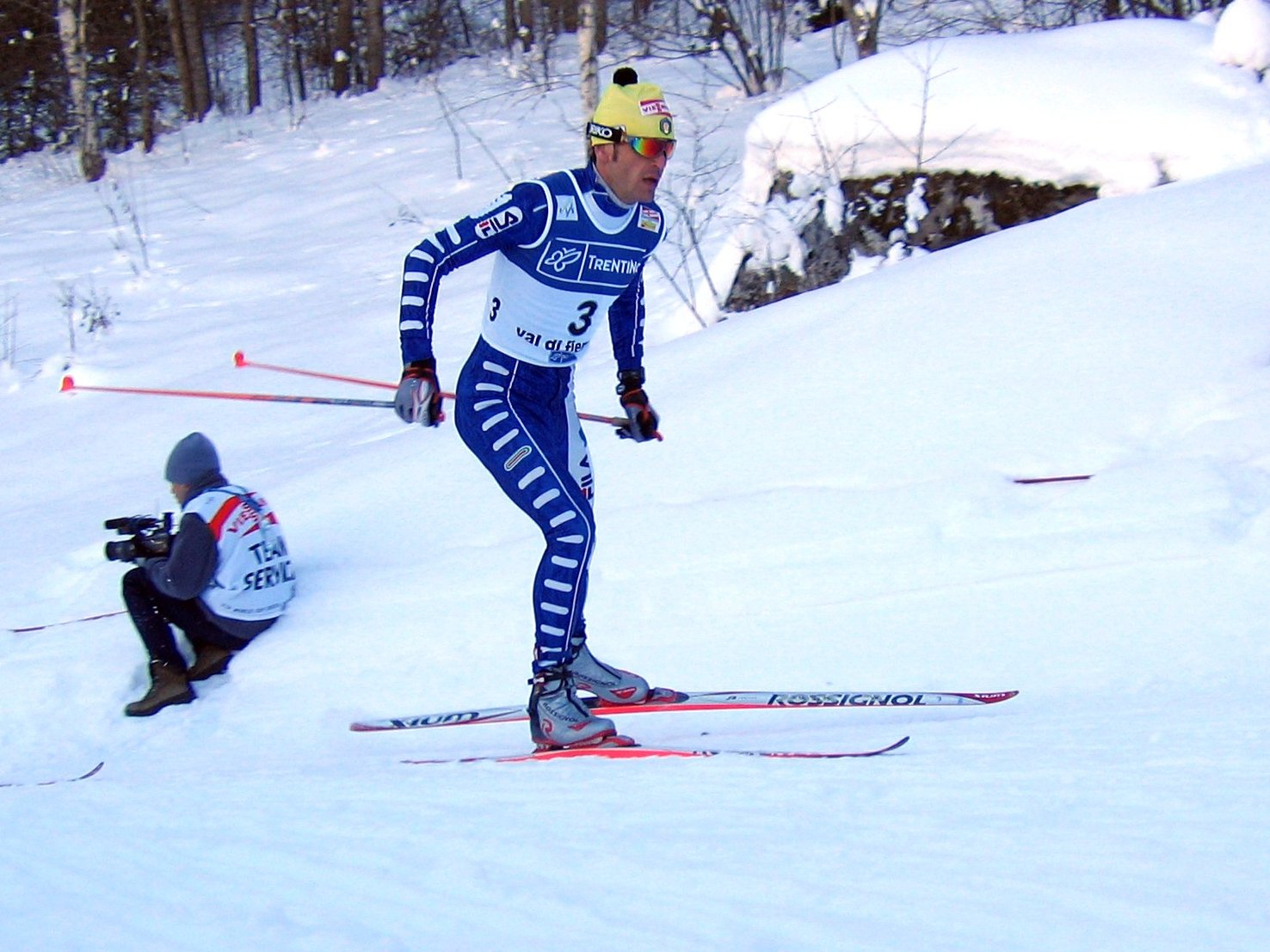
Pietro Piller Cottrer gewann das dritte Weltcuprennen seiner Karriere und das erste für Italien in dieser Saison

Das Freistil-Einzelrennen eröffnete der Kanadier Stefan Kuhn, der später den vorletzten Platz belegte. Es folgten weitere chancenlose nordamerikanische Athleten aus der nationalen Gruppe, die nach dem Rennende deutlich außerhalb der besten 30 lagen. Der erste Athlet, der die 15-Kilometer-Strecke, 3 Runden à 5 Kilometer, unter 37 Minuten bestritt, war mit der Startnummer 13 der US-Amerikaner James Southam aus Alaska; er verpasste als 31. nur um eine Sekunde seine ersten Weltcuppunkte. Als Sechzehnter und damit als erster Nicht-Amerikaner ins Rennen gegangen war der Neuseeländer Benjamin Koons, der in Vernon seine Weltcuppremiere gefeiert hatte. Wenngleich er mit fast acht Minuten Rückstand auf den späteren Sieger und knapp zwei Minuten nach dem Vorletzten ins Ziel kam, sprach er von einer „guten Erfahrung“ und einem „großen Schritt“. Danach startete Koons nie wieder in der höchsten Wettkampfserie.
Auch die ersten Läufer, die bereits größere Erfahrung im Weltcup aufwiesen, verpassten Southams Zeit, die immer noch die Spitze markierte. Der erste Schweizer Reto Burgermeister erreichte schließlich den 39. Rang und war zwischenzeitlich mit 15 Sekunden Rückstand auf den führenden US-Amerikaner Zweiter. Der erste Athlet, der Southams Bestmarke unterbot, war der Russe Iwan Alypow mit der Startnummer 26. Er benötigte weniger als 36 Minuten für die Strecke und war so 50 Sekunden schneller als der Mann aus Alaska. Die Zeit des Russen stand nur für drei Minuten, dann wurde sie von seinem Landsmann Iwan Babikow verbessert, der zu der Zeit in einem Verfahren zur Einbürgerung nach Kanada stand. Dementsprechend bejubelten die einheimischen Anhänger den am Schluss Viertplatzierten bereits wie die eigenen Athleten, von denen George Grey, unmittelbar vor Babikow gestartet, als Sechzehnter das beste Ergebnis verbuchte – gleichzeitig auch das beste Resultat für einen Kanadier seit 15 Jahren. Der nächste Athlet, der gleich schnell war wie die beiden Russen, war der Norweger Jan Egil Andresen. Andresen, der ebenso wie Alypow und Babikow besonders auf den Schlusskilometern der Konkurrenz Zeit abnahm, war im Endklassement auf Rang fünf auch der beste Skilangläufer eines norwegischen Teams, in dem besonders die eher unbekannten Athleten gute Ergebnisse erzielten. Unter den letzten Startern, die nicht der sogenannten Roten Gruppe angehörten, waren einige, die ebenfalls Zeiten um die 36 Minuten liefen und sich dadurch unter den besten Zwölf platzierten. Dazu zählten auch der Österreicher Christian Hoffmann und der Deutsche Franz Göring, die sich auf dem neunten beziehungsweise elften Rang einreihten.
Eröffnet wurde die Gruppe der bis dahin 21 Besten im Weltcup durch den Franzosen Alexandre Rousselet, der jedoch keine Rolle im Kampf um die besten zehn Plätze spielte. Der Italiener Valerio Checchi dagegen konnte sich auf dem achten Rang platzieren. Auch John Anders Gaustad aus Norwegen mit der Startnummer 59 begann das Rennen stark und setzte sich vorübergehend nach 6,6 Kilometern an die Spitze – auch nach dem Rennende war er bei diesem Zwischenmesspunkt noch als Vierter geführt. In der zweiten Rennhälfte verlor Gaustad jedoch mehr als eine halbe Minute auf den noch immer führenden Iwan Babikow und beendete das Rennen auf dem zwischenzeitlich sechsten Rang, von dem er noch auf den neunten verdrängt wurde. Noch schneller als der Norweger auf den ersten Kilometern war der Italiener Giorgio Di Centa, er fiel allerdings weiter als Gaustad zurück und verpasste die Top Ten. Di Centas Landsmann Pietro Piller Cottrer, der amtierende Weltmeister über diese Distanz, setzte sich gleich bei der ersten Zwischenzeit an die Spitze und baute die Führung auf den restlichen Kilometern aus; im Ziel hatte er einen Vorsprung von einer halben Minute auf Iwan Babikow. An Piller Cottrers Bestmarke scheiterten auch die sechs noch folgenden Athleten, die bisher besten des Winters. Unter diesen Läufern befand sich auch ein deutsches Quartett, aus dem aber Axel Teichmann, Jens Filbrich und René Sommerfeldt enttäuschten – sie belegten in dieser Reihenfolge lediglich den 25. bis 27. Platz. Der Norweger Tore Ruud Hofstad verpasste als 33. sogar ganz die Punkteränge. Die letzten beiden Sportler griffen Piller Cottrers Zeit noch einmal an, doch auch Vincent Vittoz aus Frankreich und der Deutsche Tobias Angerer erreichten die Siegeszeit nicht mehr. Während Vittoz auf den letzten hektischen Kilometern seinen Stock verwirrte, eine falsche Bewegung machte und danach Probleme am Rücken hatte, war Angerer mit seinem Rennen zufrieden. Er sicherte sich mit 60 dazugewonnenen Punkten das Gelbe Trikot des Gesamtweltcupführenden vom nicht gestarteten Tor Arne Hetland und meinte: „Prima, das Ziel ist erfüllt, ich habe das Gelbe zurück.“ Der italienische Sieger widmete den Erfolg seinem Team, das seit Saisonbeginn wettbewerbsfähig gewesen sei und das Podium immer nur knapp verpasst habe. Mit Ausblick auf die Olympischen Spiele im Februar bedauerte er zudem, dass das 15-Kilometer-Einzelrennen nicht in der freien, sondern in der klassischen Technik gelaufen werde.

#### Massenstart
Nicht am Start des Massenstartrennens war der Zweite des Einzelrennens, Vincent Vittoz. Der Pressebeauftragte des französischen Skilanglaufverbandes FFS erklärte, Vittoz habe ein Problem am Rücken, das zwar „nicht ernst“ sei, der Athlet wolle seine Energie aber dennoch für den Rest der Saison wahren. Axel Teichmann verzichtete ebenfalls; bei ihm lag der Grund in einer sich anbahnenden Erkältung.

### Frauen
Die beiden Norwegerinnen Marit Bjørgen sowie Hilde G. Pedersen, beide bis dahin bei allen Rennen unter den besten 15, waren vorzeitig aus Kanada abgereist und trainierten zu Hause für die nächsten Weltcups. Bjørgen, die krankheitsbedingt verzichten musste, führte im Gesamtweltcup jedoch so deutlich, dass sie auch theoretisch nach den beiden Einzelrennen von Canmore nicht vom Spitzenplatz verdrängt hätte werden können.

## Ergebnisse

### Freistileinzel
| Männer (15 Kilometer) |                       |             |
| Platz                 | Name                  | Zeit        |
| 1                     | Pietro Piller Cottrer | 35:06,8 min |
| 2                     | Vincent Vittoz        | + 14,9 s    |
| 3                     | Tobias Angerer        | + 24,5 s    |
| 4                     | Iwan Babikow          | + 29,9 s    |
| 5                     | Jan Egil Andresen     | + 42,1 s    |
| 6                     | Iwan Alypow           | + 42,9 s    |
| 7                     | Fabio Santus          | + 47,3 s    |
| 8                     | Valerio Checchi       | + 48,3 s    |
| 9                     | Christian Hoffmann    | + 50,8 s    |
|                       | John Anders Gaustad   | + 50,8 s    |
| 11                    | Franz Göring          | + 53,3 s    |
|                       | Anders Södergren      | + 53,3 s    |
| 13                    | Tord Asle Gjerdalen   | + 56,1 s    |
| 14                    | Giorgio Di Centa      | + 57,4 s    |
| 15                    | Geir Ludvig Aasen     | + 57,7 s    |

| Frauen (10 Kilometer) |                          |              |
| Platz                 | Name                     | Zeit         |
| 1                     | Julia Tschepalowa        | 25:39,0 min  |
| 2                     | Beckie Scott             | + 14,1 s     |
| 3                     | Evi Sachenbacher-Stehle  | + 1:00,5 min |
| 4                     | Olga Rotschewa           | + 1:10,8 min |
| 5                     | Swetlana Malahowa        | + 1:10,9 min |
| 6                     | Kristin Mürer Stemland   | + 1:14,0 min |
| 7                     | Jelena Buruchina         | + 1:20,2 min |
| 8                     | Olga Sawjalowa           | + 1:21,9 min |
| 9                     | Sabina Valbusa           | + 1:22,2 min |
| 10                    | Gabriella Paruzzi        | + 1:22,3 min |
| 11                    | Karine Laurent Philippot | + 1:24,3 min |
| 12                    | Sara Renner              | + 1:29,7 min |
| 13                    | Petra Majdič             | + 1:30,7 min |
| 14                    | Kristin Størmer Steira   | + 1:36,5 min |
| 15                    | Oxana Jatskaja           | + 1:39,0 min |

### Massenstart klassisch
| Männer (30 Kilometer) |                      |             |
| Platz                 | Name                 | Zeit        |
| 1                     | Tobias Angerer       | 1:18:10,9 h |
| 2                     | Frode Estil          | + 0,5 s     |
| 3                     | Jens Filbrich        | + 2,0 s     |
| 4                     | Mathias Fredriksson  | + 7,3 s     |
| 5                     | René Sommerfeldt     | + 8,1 s     |
| 6                     | Eldar Rønning        | + 9,5 s     |
| 7                     | Johan Olsson         | + 10,1 s    |
| 8                     | Valerio Checchi      | + 15,4 s    |
| 9                     | Alexandre Rousselet  | + 15,7 s    |
| 10                    | Iwan Alypow          | + 16,4 s    |
| 11                    | Jens Arne Svartedal  | + 17,5 s    |
| 12                    | Anders Södergren     | + 17,7 s    |
| 13                    | Martin Koukal        | + 17,9 s    |
| 14                    | Christophe Perrillat | + 18,7 s    |
| 15                    | Katsuhito Ebisawa    | + 19,6 s    |

| Frauen (15 Kilometer) |                          |              |
| Platz                 | Name                     | Zeit         |
| 1                     | Beckie Scott             | 45:02,2 min  |
| 2                     | Julia Tschepalowa        | + 4,7 s      |
| 3                     | Claudia Künzel           | + 50,9 s     |
| 4                     | Viola Bauer              | + 52,0 s     |
| 5                     | Kristin Størmer Steira   | + 54,9 s     |
| 6                     | Sara Renner              | + 59,7 s     |
| 7                     | Jelena Kolomina          | + 1:00,2 min |
| 8                     | Swetlana Malahowa        | + 1:05,7 min |
| 9                     | Natalja Korosteljowa     | + 1:06,7 min |
| 10                    | Karine Laurent Philippot | + 1:12,5 min |
| 11                    | Stefanie Böhler          | + 1:13,4 min |
| 12                    | Olga Rotschewa           | + 1:17,8 min |
| 13                    | Elin Ek                  | + 1:18,4 min |
| 14                    | Petra Majdič             | + 1:51,2 min |
| 15                    | Evi Sachenbacher-Stehle  | + 1:52,1 min |

### Teamsprint
| Männer (6 × 1,2 Kilometer) |                                                  |             |
| Platz                      | Name                                             | Zeit        |
| 1                          | Norwegen I Jens Arne Svartedal Eldar Rønning     | 16:22,4 min |
| 2                          | Schweden I Björn Lind Thobias Fredriksson        | + 0,1 s     |
| 3                          | Schweden II Mats Larsson Mikael Östberg          | + 5,7 s     |
| 4                          | Russland Dimitri Egoschin Iwan Alypow            | + 6,7 s     |
| 5                          | Polen Maciej Kreczmer Janusz Krężelok            | + 10,0 s    |
| 6                          | Italien II Freddy Schwienbacher Giorgio Di Centa | + 11,5 s    |
| 7                          | Finnland Keijo Kurttila Lauri Pyykönen           | + 13,3 s    |
| 8                          | Deutschland Jens Filbrich Franz Göring           | + 14,6 s    |
| 9                          | Vereinigte Staaten I Andrew Newell Torin Koos    | + 40,1 s    |
| 10                         | Japan I Shunsuke Komamura Yuichi Onda            | + 44,4 s    |

| Frauen (6 × 1,2 Kilometer) |                                                       |              |
| Platz                      | Name                                                  | Zeit         |
| 1                          | Deutschland Manuela Henkel Viola Bauer                | 18:38,6 min  |
| 2                          | Kanada I Beckie Scott Sara Renner                     | + 1,0 s      |
| 3                          | Schweden I Lina Andersson Anna Dahlberg               | + 6,8 s      |
| 4                          | Russland Olga Roschewa Olga Rotschewa                 | + 8,7 s      |
| 5                          | Schweden II Elin Ek Emelie Öhrstig                    | + 21,2 s     |
| 6                          | Frankreich Karine Laurent Philippot Aurélie Perrillat | + 33,2 s     |
| 7                          | Schweiz Seraina Mischol Laurence Rochat               | + 33,9 s     |
| 8                          | Japan I Madoka Natsumi Nobuko Fukuda                  | + 51,6 s     |
| 9                          | Kanada II Chandra Crawford Milaine Thériault          | + 55,3 s     |
| 10                         | Italien Karin Moroder Arianna Follis                  | + 1:29,7 min |

## Gesamtwertungen
In diesen Tabellen werden die Gesamtwertungen nach der fünften Weltcupstation gezeigt. Es werden jeweils die zehn besten Athleten in Distanz- und Sprintweltcup sowie die zwanzig besten im Gesamtweltcup gezeigt. In der Spalte Veränderung wird die Tendenz angezeigt, ob sich der Athlet im Gegensatz zum Weltcupstand nach der letzten Station um Ränge verbessert oder verschlechtert hat.
Bei gleicher Punktzahl schreiben die FIS-Regeln vor, dass der Athlet im Gesamtklassement besser platziert ist, der das bessere Topresultat erreicht hat.

### Männer
| Rang | Name                  | Punkte | Siege | Verän- derung |
| ---- | --------------------- | ------ | ----- | ------------- |
| 1    | Tobias Angerer        | 476    | 3     |               |
| 2    | Tor Arne Hetland      | 335    | 2     |               |
| 3    | Vincent Vittoz        | 239    |       |               |
| 4    | Jens Arne Svartedal   | 200    |       |               |
| 5    | Pietro Piller Cottrer | 196    | 1     |               |
| 6    | Eldar Rønning         | 179    |       |               |
| 7    | Jens Filbrich         | 175    |       |               |
| 8    | Frode Estil           | 157    |       |               |
| 9    | René Sommerfeldt      | 133    |       |               |
| 10   | Peter Larsson         | 132    | 1     |               |

| Rang | Name                | Punkte | Siege | Verän- derung |
| ---- | ------------------- | ------ | ----- | ------------- |
| 11   | Björn Lind          | 131    |       |               |
| 12   | Axel Teichmann      | 118    |       |               |
| 13   | Mathias Fredriksson | 108    |       |               |
| 14   | Tore Ruud Hofstad   | 100    | 1     |               |
| 15   | Geir Ludvig Aasen   | 98     |       |               |
| 16   | Wassili Rotschew    | 96     |       |               |
| 17   | Sami Jauhojärvi     | 90     |       |               |
| 18   | Thobias Fredriksson | 89     |       |               |
| 19   | Valerio Checchi     | 89     |       |               |
| 20   | Jiří Magál          | 88     |       |               |

| Rang | Name                  | Punkte | Siege | Verän- derung |
| ---- | --------------------- | ------ | ----- | ------------- |
| 1    | Tobias Angerer        | 449    | 3     |               |
| 2    | Vincent Vittoz        | 239    |       |               |
| 3    | Pietro Piller Cottrer | 196    | 1     |               |
| 4    | Jens Arne Svartedal   | 196    |       |               |
| 5    | Jens Filbrich         | 175    |       |               |
| 6    | Frode Estil           | 157    |       |               |
| 7    | Tor Arne Hetland      | 155    | 1     |               |
| 8    | René Sommerfeldt      | 133    |       |               |
| 9    | Eldar Rønning         | 121    |       |               |
| 10   | Axel Teichmann        | 118    |       |               |

| Rang | Name                | Punkte | Siege | Verän- derung |
| ---- | ------------------- | ------ | ----- | ------------- |
| 1    | Tor Arne Hetland    | 180    | 1     |               |
| 2    | Peter Larsson       | 132    | 1     |               |
| 3    | Björn Lind          | 125    |       |               |
| 4    | Thobias Fredriksson | 89     |       |               |
| 5    | Mikael Östberg      | 82     |       |               |
| 6    | Ola Vigen Hattestad | 73     |       |               |
| 7    | Fredrik Östberg     | 63     |       |               |
| 8    | Trond Iversen       | 61     |       |               |
| 9    | Eldar Rønning       | 58     |       |               |
| 10   | Roddy Darragon      | 48     |       |               |

### Frauen
| Rang | Name                    | Punkte | Siege | Verän- derung |
| ---- | ----------------------- | ------ | ----- | ------------- |
| 1    | Marit Bjørgen           | 490    | 4     |               |
| 2    | Julia Tschepalowa       | 365    | 1     |               |
| 3    | Beckie Scott            | 360    | 2     |               |
| 4    | Claudia Künzel          | 328    |       |               |
| 5    | Evi Sachenbacher-Stehle | 245    |       |               |
| 6    | Hilde G. Pedersen       | 237    |       |               |
| 7    | Virpi Kuitunen          | 208    |       |               |
| 8    | Kateřina Neumannová     | 190    | 1     |               |
| 9    | Petra Majdič            | 181    |       |               |
| 10   | Olga Rotschewa          | 168    |       |               |

| Rang | Name                   | Punkte | Siege | Verän- derung |
| ---- | ---------------------- | ------ | ----- | ------------- |
| 11   | Aino-Kaisa Saarinen    | 160    |       |               |
| 12   | Sara Renner            | 144    |       |               |
| 13   | Kristina Šmigun        | 134    |       |               |
| 14   | Swetlana Malahowa      | 113    |       |               |
| 15   | Viola Bauer            | 112    |       |               |
| 16   | Anna Dahlberg          | 104    |       |               |
| 17   | Stefanie Böhler        | 101    |       |               |
| 18   | Kristin Mürer Stemland | 100    |       |               |
| 19   | Laurence Rochat        | 97     |       |               |
| 20   | Arianna Follis         | 92     |       |               |

| Rang | Name                    | Punkte | Siege | Verän- derung |
| ---- | ----------------------- | ------ | ----- | ------------- |
| 1    | Marit Bjørgen           | 350    | 3     |               |
| 2    | Julia Tschepalowa       | 350    | 1     |               |
| 3    | Beckie Scott            | 260    | 1     |               |
| 4    | Evi Sachenbacher-Stehle | 210    |       |               |
| 5    | Claudia Künzel          | 203    |       |               |
| 6    | Kateřina Neumannová     | 190    | 1     |               |
| 7    | Hilde G. Pedersen       | 172    |       |               |
| 8    | Virpi Kuitunen          | 168    |       |               |
| 9    | Petra Majdič            | 162    |       |               |
| 10   | Olga Rotschewa          | 148    |       |               |

| Rang | Name                | Punkte | Siege | Verän- derung |
| ---- | ------------------- | ------ | ----- | ------------- |
| 1    | Marit Bjørgen       | 140    | 1     |               |
| 2    | Claudia Künzel      | 125    |       |               |
| 3    | Beckie Scott        | 100    | 1     |               |
| 4    | Anna Dahlberg       | 86     |       |               |
| 5    | Aino-Kaisa Saarinen | 80     |       |               |
| 6    | Hilde G. Pedersen   | 65     |       |               |
| 7    | Arianna Follis      | 65     |       |               |
| 8    | Manuela Henkel      | 64     |       |               |
| 9    | Sara Renner         | 60     |       |               |
|      | Natalja Matwejewa   | 60     |       |               |

### Nationencup
| Rang | Name        | Punkte | Siege | Verän- derung |
| ---- | ----------- | ------ | ----- | ------------- |
| 1    | Norwegen    | 3378   | 11    |               |
| 2    | Deutschland | 2564   | 5     |               |
| 3    | Russland    | 1834   | 1     |               |
| 4    | Schweden    | 1607   | 1     |               |
| 5    | Italien     | 1147   | 1     |               |

| Rang | Name       | Punkte | Siege | Verän- derung |
| ---- | ---------- | ------ | ----- | ------------- |
| 6    | Frankreich | 970    |       |               |
| 7    | Finnland   | 956    |       |               |
| 8    | Kanada     | 757    | 2     |               |
| 9    | Tschechien | 540    | 1     |               |
| 10   | Schweiz    | 449    |       |               |

| Rang | Nation      | Punkte | Siege | Verän- derung |
| ---- | ----------- | ------ | ----- | ------------- |
| 1    | Norwegen    | 1938   | 5     |               |
| 2    | Deutschland | 1370   | 4     |               |
| 3    | Schweden    | 1085   | 1     |               |
| 4    | Italien     | 711    | 1     |               |
| 5    | Frankreich  | 669    |       |               |
| 6    | Russland    | 583    |       |               |
| 7    | Tschechien  | 269    |       |               |
| 8    | Finnland    | 259    |       |               |
| 9    | Österreich  | 199    |       |               |
| 10   | Schweiz     | 194    |       |               |

| Rang | Name        | Punkte | Siege | Verän- derung |
| ---- | ----------- | ------ | ----- | ------------- |
| 1    | Norwegen    | 1440   | 6     |               |
| 2    | Russland    | 1251   | 1     |               |
| 3    | Deutschland | 1194   | 1     |               |
| 4    | Finnland    | 697    |       |               |
| 5    | Kanada      | 681    | 2     |               |
| 6    | Schweden    | 522    |       |               |
| 7    | Italien     | 436    |       |               |
| 8    | Frankreich  | 301    |       |               |
| 9    | Kasachstan  | 286    |       |               |
| 10   | Tschechien  | 271    | 1     |               |